# 威斯特法伦地区韦尔特
威斯特法伦地区韦尔特（德語：Werther (Westf.)），通称韦尔特（德語：Werther，發音：[ˈveːɐ̯tɐ] ⓘ），是德国北莱茵-威斯特法伦州代特莫尔德行政区居特斯洛县的城市，面积35.42平方千米，2023年12月31日人口为11,193人。